# Здесь нам жить
«Здесь нам жить» — советский широкоэкранный художественный фильм 1972 года, снятый режиссёром Анатолием Буковским на киностудии имени Александра Довженко.
Премьера фильма состоялась 27 августа 1973 года. Фильм посмотрели 10,7 млн зрителей.

## Сюжет
Секретарь Яков Чигирин помогает жителям села и борется за справедливость, проявляя отзывчивость и ответственность в различных ситуациях.

## В ролях
- Нина Антонова — Екатерина Богорад
- Борислав Брондуков — Пётр
- Константин Степанков — Мирон Коваль
- Фёдор Панасенко — Иван
- Николай Яковченко — Семён Шимрай
- Николай Шутько — председатель сельсовета
- Николай Мерзликин — Яков Чигирин
- Екатерина Крупенникова — Клавдия
- Валентина Владимирова — Текля

## Съёмочная группа
- Режиссёр: Анатолий Буковский
- Сценарист: Николай Зарудный
- Оператор: Игорь Беляков
- Композитор: Александр Билаш
- Художник: Виталий Шавель

## Награды
- 1973 — Республиканский кинофестиваль в Жданове: Главный приз «Хрустальный кубок» и диплом «За удачное воплощение образов тружеников современной колхозной деревни»[1]